# Oberkatzendorf
Oberkatzendorf ist ein Gemeindeteil von Büchlberg im niederbayerischen Landkreis Passau. Es handelt sich um ein Dorf mit etwa 55 Einwohnern.